# Schwabe (Familienname)
Schwabe ist ein Familienname des deutschen Sprachraumes.

## Herkunft und Verbreitung
Der Name Schwab entwickelte sich wie ähnliche Namen (Franke, Bayer, Schweizer) aus einer Herkunftsbezeichnung in der Bedeutung aus Schwaben stammend. Er ist im deutschen Sprachraum sehr ungleichmäßig verbreitet, am häufigsten in Bayern und Baden-Württemberg, im Besonderen in München, Ansbach, dem Landkreis Main-Spessart, Offenbach und dem Rhein-Neckar-Kreis, außerdem Wien, in Arch und in Büren an der Aare (Schweiz).
Der Name Schwabe dagegen ist eher homogen verteilt, ohne den Schwerpunkt im Südwesten. Die meisten Bürger mt dem Namen Schwabe wohnen in Berlin, im Vogtlandkreis, in Hamburg und der Region Hannover. In Österreich und der Schweiz leben nur wenige Personen mit dem Namen Schwabe.
Aus genealogischer Sicht handelt es sich hier um eine Namensträgergruppe, die in zahlreiche Abstammungsfamilien zerfällt.

## Familie Schwabe in Basel
Das Basler Geschlecht Schwabe wurde begründet durch die Brüder  Benno, Hugo (1847–1899) und Alwin (1852–1923) Schwabe aus Hanau (Hessen) und Frankfurt am Main, die sich alle zwischen 1887 und 1891 in Basel einbürgern ließen. Benno übernahm 1868 die Schweighauser’sche Verlagsbuchhandlung und Druckerei in Basel, die er unter eigenem Namen weiterführte (heute Schwabe Verlag) und zur Schwabe Verlagsgruppe gehört. Hugo erwarb 1877 die freisinnige Tageszeitung Schweizerischer Volksfreund (ab 1888 National-Zeitung) und wirkte ab 1892 auch als Intendant des Basler Stadttheaters. Die Nachkommen waren teilweise ebenfalls verlegerisch tätig, so Hansrudolf, der 1958 den Pharos-Verlag gründete. Bennos Sohn Max (1874–1943) war Jurist und wurde 1931 zum Obergerichtspräsident des Kantons Basel-Landschaft gewählt. Sein jüngerer Bruder Julius trat als Symbolforscher hervor.

## Namensträger
- Alwin Schwabe (1852–1923), schweizerisch-deutscher Verleger
- Andreas Schwabe (* 1958), deutscher Handballspieler und -trainer
- Angelika Schwabe-Kratochwil (* 1950), deutsche Botanikerin
- Anna Joachimsthal-Schwabe (1892–1937), deutsche Lyrikerin
- Anneke Schwabe (* 1978), deutsche Schauspielerin
- Anton Schwabe (auch Suevius; † 1605), deutscher Geistlicher und Schriftsteller
- Antonie Schwabe (Schriftstellerin) (1877–1951), Schriftstellerin und Publizistin
- Antonie Schwabe (* 1948), deutsche Badmintonspielerin
- Astrid Schwabe (* 1977), deutsche Historikerin
- Beatrix Schwabe (1918–2006), Schweizer Schauspielerin
- Bendix Gumpel Schwabe (18./19. Jahrhundert), Kaufmann in Frankfurt a. M., Bremen-Aumund, Bremen-Mitte und Bayern, 1813 Sprecher der Juden
- Benno Schwabe (1841–1907), deutsch-schweizerischer Verleger
- Betty Schwabe (1875–1943), deutsche Violinistin und Geigenlehrerin
- Bruno Schwabe (1834–1918), Generaloberstabsarzt der Weimarer Garnison
- Carl Schwabe (Politiker), deutscher Politiker, MdL Sachsen
- Carl Heinrich Schwabe (1717–1782), deutscher Bergbeamter
- Carl Lebrecht Schwabe (1778–1851), deutscher Politiker, Bürgermeister von Weimar
- Carl Wilhelm Schwabe (1807–1873), deutscher Mediziner
- Carlos Schwabe (1866–1926), schweizerisch-deutscher Maler
- Christoph Schwabe (1934–2025), deutscher Musiktherapeut, Musiker und Maler
- Daniel Schwabe (1592–unbekannt), deutscher Arzt, Hofchirurg
- Dieter Schwabe (* 1956), deutscher Fußballspieler
- Emil Schwabe (1856–1924), deutscher Maler
- Emma Ripper-Schwabe (1909–1997), österreichische Skirennläuferin
- Ernst Schwabe (Mediziner) (1754–1824), deutscher Mediziner
- Ernst Schwabe (Philologe) (1858–1927), deutscher Klassischer Philologe, Historiker und Geograph
- Ernst-Otto Schwabe (1929–2005), deutscher Journalist
- Frank Schwabe (* 1970), deutscher Politiker (SPD)
- Friedrich Wilhelm Schwabe (1780–1842), deutscher Mediziner
- George B. Schwabe (1886–1952), US-amerikanischer Politiker
- Gustav Christian Schwabe (1813–1897), deutscher Kaufmann, Reeder und Kunstförderer
- Hans Alwin Schwabe (1878–1940), Schweizer Künstler
- Hansrudolf Schwabe (1924–2014), Schweizer Verleger, Autor und Buchhändler
- Hartmut Schwabe (* 1943), deutscher Sprinter
- Heinrich Schwabe (Bildhauer) (1847–1924), deutscher Kunsterzieher und Bildhauer
- Heinrich August Schwabe (1843–1916), deutsch-US-amerikanischer Maler
- Heinrich Elias Gottlob Schwabe (1750–1831), deutscher Jurist, Philologe und Historiker
- Heinz Schwabe (1910–1988), deutscher Künstler
- Hermann Schwabe (1830–1874), deutscher Statistiker
- Hugo Schwabe (1852–1923), deutsch-schweizerischer Zeitungsverleger, Theaterintendant und Politiker
- Ida Gertrud Schwabe (1886–1980), Schweizer Malerin
- Jakob Schwabe (* 1989), deutscher Handballspieler
- Jens Schwabe (* 1972), deutscher Eishockeyspieler
- Joachim Schwabe (* 1983), deutscher Fußballspieler
- Joachim Gottlieb Schwabe (1754–1800), deutsch-baltischer Pfarrer und Schriftsteller
- Johan Friderich Schwabe (1749–1821), norwegischer Jurist und Inspektor in Grönland
- Johann Schwabe (1564–1634), deutscher Jurist und Hochschullehrer, siehe Johann Suevus
- Johann Schwabe (Unternehmer) († 1732), deutscher Unternehmer
- Johann Friedrich Heinrich Schwabe (1779–1834), deutscher Theologe und Naturforscher
- Johann Gottlob Schwabe (1749–1809), deutscher Arzt, Hofrat und Hofchirurg
- Johann Gottlob Samuel Schwabe (1746–1835), deutscher Philologe, Gymnasiallehrer und Schulrat
- Johann Joachim Schwabe (1714–1784), deutscher Schriftsteller, Übersetzer, Bibliothekar und Philosoph
- Jonas Schwabe (* 2003), deutsch-thailändischer Fußballspieler
- Julie Salis-Schwabe (1819–1896), deutsche Philanthropin
- Julius Schwabe (Mediziner) (1821–1892), deutscher Arzt
- Julius Schwabe (Semiotiker) (1892–1980), Schweizer Symbolforscher
- Jürgen Schwabe (* 1937), deutscher Rechtswissenschaftler
- Karl Schwabe (Politiker) (1877–1938), deutscher Gutsbesitzer und Politiker (DNVP)
- Karl Schwabe (Pilot)  (1897–1937), deutscher Pilot
- Karl Schwabe von Waisenfreund (1827–1875), österreichischer Ministerialbeamter
- Karl Adolf Schwabe (1909–1990), deutscher Politiker (NSDAP), MdR
- Katharina Schwabe (* 1993), deutsche Volleyballspielerin
- Klaus Schwabe (Historiker) (* 1932), deutscher Historiker
- Klaus Schwabe (Admiral) (* 1938), deutscher Flottillenadmiral
- Klaus Schwabe (Bildhauer) (1939–2017), deutscher Bildhauer
- Kurd Schwabe (1866–1920), deutscher Militär und Autor
- Kurt Schwabe (1905–1983), deutscher Chemiker
- Kurt Schwabe (Archivpfleger) (1916–2010), deutscher Archivar und Regionalforscher
- Lars Schwabe (* 1981), deutscher Psychologe
- Louis Schwabe (1798–1845), deutsch-britischer Seidenfabrikant
- Ludwig von Schwabe (1835–1908), deutscher Philologe, Archäologe und Hochschullehrer
- Ludwig Schwabe (Unternehmer) (1868–1941), deutscher Unternehmensgründer und Erfinder
- Ludwig Wilhelm Schwabe (1861–1891), deutscher Historiker
- Manfred Schwabe (* 1960), deutscher Schauspieler
- Matthias Schwabe, Pseudonym von Karl Epting (1905–1979), deutscher Romanist
- Matthias Schwabe (Komponist) (* 1958), deutscher Komponist und Musikpädagoge
- Max Schwabe (Jurist) (1874–1943), Schweizer Jurist und Richter
- Max Schwabe (1889–1956), deutsch-israelischer Altphilologe und Epigraphiker, siehe Moshe Schwabe
- Max Schwabe (Politiker) (1905–1983), US-amerikanischer Politiker
- Max Schwabe (Unternehmer) (1929–1970), deutscher Unternehmer
- Oliver Schwabe (* 1966), deutscher Filmregisseur, Kameramann und Drehbuchautor
- Otto Schwabe (1894–1937), deutscher Arzt
- Otto Schwabe (Richter) (1874–1943), deutscher Richter, Sammler und Heimatforscher
- Paul Schwabe (1890–1967), deutscher Archivar
- Rudolf Schwabe (1883–1976), Schweizer Jurist und Verleger
- Samuel Heinrich Schwabe (auch Heinrich Samuel Schwabe; 1789–1875), deutscher Astronom
- Sophia Schwabe (* 2003), deutsche Hockeyspielerin
- Steffen Schwabe (* 1964), deutscher Leichtathlet
- Stephanie Schwabe (* 1957), Geologin und Hochschullehrerin
- Sylvia Schwabe (* 1962), deutsche Ruderin (DDR)
- Theodor Schwabe (1813–1880), deutsch-russischer Optik-Unternehmer
- Toni Schwabe (1877–1951), deutsche Autorin
- Traugott Lebrecht Schwabe (1737–1812), Bürgermeister von Weimar
- Ulrich Schwabe (1935–2021), deutscher Arzt und Pharmakologe
- Uwe Schwabe (* 1962), deutscher Bürgerrechtler
- Wilhelm Ernst Schwabe (1775–1851), deutscher Jurist
- Willi Schwabe (1915–1991), deutscher Schauspieler, Sänger und Moderator
- Willmar Schwabe (1839–1917), deutscher Apotheker, Autor und Unternehmer
- Winfried Schwabe, deutscher Rechtsanwalt und Lehrbuchautor
- Wolfgang Schwabe (1910–1978), deutscher Verwaltungsbeamter und Politiker (SPD)